# 1861 na ciência

## Eventos
- Observação ou predição dos elementos químicos Rubídio[1] e Tálio[2]

## Nascimentos
| Data         | Nome            | Profissão              | Nacionalidade           | Observações                    | Ref   |
| ------------ | --------------- | ---------------------- | ----------------------- | ------------------------------ | ----- |
| 1 de janeiro | Marcellin Boule | geólogo e paleontólogo | Segundo Império Francês | m. 1942 Medalha Wollaston 1933 | [ 3 ] |

## Mortes
| Data       | Nome                 | Profissão | Nacionalidade    | Observações                    | Ref   |
| ---------- | -------------------- | --------- | ---------------- | ------------------------------ | ----- |
| 13 de maio | William Henry Fitton | geólogo   | Reino da Irlanda | n. 1780 Medalha Wollaston 1852 | [ 3 ] |

## Prémios
Medalha Copley
- Louis Agassiz[4]